# کیت سبرانو
کاترین ایوت سبرانو (‎/səˈbrɑːnoʊ/‎ or ‎/sɛbəˈrɑːnoʊ/‎، متولد ۱۷ نوامبر ۱۹۶۶) یک خواننده و بازیگر استرالیایی است. تک آهنگ چشم‌های اتاق خواب او در سال ۱۹۸۹ گواهینامه فروش پلاتین را دریافت کرد.
کاترین ایوت سبرانو در ملبورن استرالیا از پدری آمریکایی فیلیپینی‌تبار و مادری استرالیایی به دنیا آمد. پدر او استاد کاراته تینو سبرانو از هاوایی است. اجداد مادری او برخی از اولین مهاجران و مقامات دولتی در استرالیای جنوبی، ویکتوریا و تاسمانی بودند.

## زندگی شخصی
سبرانو پس از یک نامزدی تقریباً چهار ساله در فوریه ۱۹۹۶ با لی راجرز ازدواج کرد. آنها در هتل کوئینزلیف میتا اودانل در خلیج پورت فیلیپ ازدواج کردند. او در سال ۲۰۰۴ دخترشان را به دنیا آورد.
کیت سبرانو یک ساینتولوژیست است.

## آهنگشناسی
- ۱۹۸۸ شما همیشه بلوز را دارید (با وندی متیوز)
- ۱۹۸۹ شجاع
- ۱۹۹۰ مثل الان (در نقش کیت سبرانو و سکستش)
- ۱۹۹۱ در مورد آن فکر کنید!
- ۱۹۹۶ جعبه آبی
- ۱۹۹۸ پاش
- ۱۹۹۹ رمانتیک واقعی
- ۲۰۰۳ دختر می‌تواند به آن کمک کند
- ۲۰۰۴ ۱۹ روز در نیویورک
- ۲۰۰۷ خیابان ناین لایم
- ۲۰۰۸ زیبایی بسیار
- ۲۰۰۹ تلخ و شیرین (با مارک ایشم)
- ۲۰۰۹ دالاس و کیت (با دالاس کاسموس)
- ۲۰۰۹ کریسمس مبارک
- ۲۰۱۳ جاده کنسال
- ۲۰۱۵ لالایی (با نایجل مک لین)
- ۲۰۱۶ گلچین
- ۲۰۱۹ امتحان کنید (با پل گرابوفسکی)
- ۲۰۲۰ عصر خطرناک (با استیو کیلبی و شان سنت)
- ۲۰۲۱ الهام شیرین
- ۲۰۲۳ زندگی من یک سمفونی است (با ارکستر سمفونیک ملبورن)